# Wolfbach Verlag
Der Wolfbach Verlag ist ein Schweizer Buchverlag für Belletristik. Das Unternehmen mit Sitz Münchenstein und einer Zweigniederlassung in Zürich und in Roßdorf (Deutschland) wurde 1995 in Zürich von Jean-Marc Seiler gegründet und ist seit 2015 ein Teil der Sentovision GmbH.
Zum 15-jährigen Bestehen des Verlags wurde 2010 die Lyrik-Reihe Die Reihe gegründet. Diese bestand bis 2020 und wurde von Markus Bundi herausgegeben. Insgesamt erschienen 72 Gedichtbände.
Zu den im Wolfbach Verlag erschienen Autoren gehören u. a. Kurt Aebli, Hans Ulrich Bänziger, Jürg Beeler, Beat Brechbühl, Serge Ehrensperger, Lisa Elsässer, Ingrid Fichtner, Christian Haller, Ernst Halter, Markus Hediger, Svenja Herrmann, Nathalie Schmid, Claire Krähenbühl, Ruth Loosli, Klaus Merz, Hanspeter Müller-Drossaart, Andreas Neeser, Daniele Pantano, Pierre-Alain Tâche, Raphael Urweider und Paul Verlaine.